# Boris Verlinski
Boris Markovitch Verlinski est un maître international soviétique du jeu d'échecs né le 8 janvier 1888 à Bakhmout en Ukraine et mort le 30 octobre 1950 à Moscou en Russie. Il fut l'un des meilleurs joueurs soviétiques dans les années 1920, remporta le championnat d'Ukraine en 1926, le championnat de Moscou en 1928 et finit deuxième du championnat d'URSS en 1929. Il était sourd et muet.

## Biographie
En 1909, Verlinski partagea la 10e place à Saint-Pétersbourg au tournoi amateur de toutes les Russies, remporté par Alexandre Alekhine. En 1910, il gagna à Odessa, en 1911 il est 6-8e à Saint-Pétersbourg (Stepan Levitski est 1er). En 1912, il remporta le championnat d'Odessa. en 1913, il fut troisième à Saint-Pétersbourg derrière Aleksandr Evensohn.
Après la Première Guerre mondiale, Verlinski s'installa en Russie. En 1923, il fut premier ex æquo avec Koutouzov à Pétrograd, puis 2e, derrière Sergeïev toujours à Petrograd. En 1924, il partage la 10e place au 3e championnat d'URSS à Moscou, remporté par Efim Bogoljubov. En 1924, il est également 2e, derrière Grigoriev, au 5e championnat de Moscou. En 1925, il est 2e-3e derrière Sergeïev au 6e championnat de Moscou. En septembre 1925, il est 4e au championnat d'URSS à Leningrad, remporté par Bogoljubov.
En novembre-décembre 1925, il est 12e-14e au premier tournoi international de Moscou, remporté par Bogoljubov. Au cours de ce tournoi, Verlinski remporta de jolies victoires contre de forts joueurs, dont celle contre le champion du monde José Raúl Capablanca avec les Noirs. En 1926, Verlinksi finit 1er avec Marsky à Odessa (3e championnat d'Ukraine). En 1926, il est 8e-9e au 7e championnat de Moscou, remporté par Abram Rabinovitch. En 1928, il remporte le 9e championnat de la ville de Moscou.
En 1929, Verlinksi remporta le 6e championnat d'URSS à Odessa, ce qui lui valut le titre de grand maître soviétique, il était le premier joueur à se voir décerner ce titre selon David Bronstein. Ce titre lui fut cependant ôté en 1931, les autorités soviétiques préférant octroyer le premier titre à Mikhaïl Botvinnik en 1935.
En 1930, Verlinski finit 7e à Moscou (remporté par Rabinovitch). En novembre 1931, il fut 3e-6e au 7e championnat d'URSS à Moscou avec 10/17, Botvinnik était le champion. En 1933, Verlinski fut 2e derrière Fedor Bogatyrtchouk au tournoi quadrangulaire de Moscou. En 1933-1934, il est 12e au 14e championnat d'URSS.
Verlinski fut moins actif aux échecs plus tard dans sa carrière mais resta un adversaire redoutable. Après plusieurs années d'éloignement de la compétition, il tenta de se qualifier à la finale du championnat d'URSS en 1945, à 53 ans, mais ne marqua que 4,5/15 en demi-finale et ne se qualifie pas. Il prit cependant une victoire contre David Bronstein. Le dernier tournoi majeur auquel il participa est le fort tournoi de Moscou en 1945, où il marque 5/16.
Verlinski se vit attribuer le titre de maître international à la création du titre par la Fédération internationale des échecs en 1950. Il mourut peu après, à 62 ans.

## Style de jeu
Verlinski s'est distingué par sa force dans les ouvertures classiques, tant avec les Blancs qu'avec les Noirs. Il démontre sa force tactique par des victoires contre des champions tels que Alexandre Alekhine, José Raúl Capablanca, Efim Bogoljubov, Grigory Levenfish, Akiba Rubinstein, Rudolf Spielmann et David Bronstein. Sourd et muet, il parvient cependant à surmonter ce handicap aux échecs. Comme Juif, il ne bénéficie d'aucune faveur de la part des autorités soviétiques, et ne peut quitter l'URSS pour participer à des compétitions internationales.

## Parties remarquables
- Piotr Romanovski - Boris Verlinsky, St. Petersburg 1909, 0-1
- Boris Verlinski - Alexandre Alekhine, Odessa 1916, 1-0
- Boris Verlinski - Ilya Rabinovitch, ch URSS, Moscou 1924, 1-0
- Boris Verlinski - Grigory Levenfish, Moscou 1925, 1-0
- José Raúl Capablanca - Boris Verlinski, Moscou 1925, 0-1
- Boris Verlinski - Rudolf Spielmann, Moscou 1925, 1-0
- Boris Verlinski - Akiba Rubinstein, Moscou 1925, 1-0
- Boris Verlinski - Efim Bogolioubov, ch URSS, Leningrad 1925, 1-0
- Boris Verlinski - Feodor Bogatirchouk, ch URSS, Moscou 1931, 1-0
- Aleksandr Konstantinopolski - Boris Verlinski, demi-finale ch URSS, Kiev 1938, 0-1
- Boris Verlinski - David Bronstein, demi-finale ch URSS, Moscou 1945, 1-0